# Karbach (Unterfranken)
Karbach ist ein Markt im unterfränkischen Landkreis Main-Spessart.

## Geographie

### Geographische Lage
Das Gemeindegebiet von Karbach im Landkreis Main-Spessart liegt auf der Marktheidenfelder Platte. Der dominante Karbach prägt diesen Teil der Landschaft.  Das Tal des Karbachs verläuft westlich, von Birkenfeld herkommend. Zwischen der Kläranlage und bis kurz vor der Mündung in den Main bei Zimmern verläuft der Karbach  auf der Karbacher Gemarkung. Viele schmalere Gräben, die sich in die Landschaft eingeschnitten haben, strukturieren die Landschaft. Der Eichgrund mit dem 304 Meter hohen Istelberg im Süden, der Bärtelsgraben ebenfalls im Süden. Der Mauerraingraben  und der  Dicklingsgrund  kommen von Norden. Der ebenfalls nördlich gelegenen Hölzlesgraben bei der Fuchsenmühle ist das letzte Seitental auf Karbacher Gebiet. Ganz im Südosten von Karbach erhebt sich der Würleinsberg, der mit 325 Meter Höhe, der höchste Berg der Gemeinde ist. Ebenfalls am südlichen Rand der Gemarkung verläuft der breite Istelgrund, ein ca. 5 km langer wasserloser Graben, der sich von der Räuschlshöhe bis zum Stadtrand von Marktheidenfeld erstreckt und vom Setzgraben, Altenberggraben und Uisbachgraben bis zum Main auf Karbacher Gebiet fortgesetzt wird.

### Gemeindegliederung
Es gibt vier Gemeindeteile (in Klammern ist der Siedlungstyp angegeben):
- Karbach (Hauptort)
- Fuchsenmühle (Einöde)
- Hessenmühle (Einöde)
- Neumühle (Einöde)

Es gibt nur die Gemarkung Karbach.

### Nachbargemeinden
- Erlenbach bei Marktheidenfeld
- Marktheidenfeld
- Roden
- Urspringen
- Birkenfeld
- Remlingen
- Hafenlohr

## Name

### Etymologie
Der Ortsname stammt vom gleichnamigen, diesen Ort durchfließenden Karbach, der in Zimmern in den Main mündet.

### Frühere Schreibweisen
Frühere Schreibweisen des Ortes aus diversen historischen Karten und Urkunden:
- 1000 Carabach
- 1014 Charbahc
- 1164 Carbach
- 1172 Karbach

## Geschichte

### Bis zur Gemeindegründung
Für die Urnenfelderzeit (1200–750 v. Chr.) konnten Urnenfelderbestattungen in Karbach nachgewiesen werden. Der Ort war Teil des Hochstiftes Würzburg und kam im Reichsdeputationshauptschluss 1803 an die Grafen Löwenstein-Wertheim. Beide gehörten ab 1500 zum Fränkischen Reichskreis. 1806 wurde er Bestandteil des badischen Mediatamtes Steinfeld, das 1819 über Österreich zu Bayern kam. Die heutige Gemeinde bildete sich  nach dem Übergang gemäß dem bayerischen Gemeindeedikt von 1818.

### Einwohnerentwicklung
Im Zeitraum 1988 bis 2018 stieg die Einwohnerzahl von 1311 auf 1439 um 128 Einwohner bzw. um 9,8 %.
| Jahr      | 1961 | 1970 | 1987 | 1991 | 1995 | 2000 | 2005 | 2010 | 2015 | 2020 |
| --------- | ---- | ---- | ---- | ---- | ---- | ---- | ---- | ---- | ---- | ---- |
| Einwohner | 1152 | 1154 | 1308 | 1345 | 1414 | 1356 | 1439 | 1437 | 1439 | 1477 |

## Politik und Öffentliche Verwaltung
Die Gemeinde ist Mitglied der Verwaltungsgemeinschaft Marktheidenfeld. 
Erster Bürgermeister ist Bertram Werrlein (Freie Wähler/Unabhängige Bürger, FW/UB). Dieser wurde im Jahr 2014 Nachfolger von Kurt Kneipp (Freie Wähler Bayern/Freie Wähler) und am 15. März 2020 mit 81,9 % der Stimmen für weitere sechs Jahre gewählt. Alle zwölf Sitze im Gemeinderat hat die Liste FW/UW inne.

## Wappen
| Wappen Gemeinde Karbach (Unterfranken) | Blasonierung: „In Blau ein silberner Wellenbalken; oben eine goldene Gabelweihe, unten ein mit einem goldenen Kreuzchen besteckter goldener unzialer Großbuchstabe N.“ |
| Wappen Gemeinde Karbach (Unterfranken) | Wappengeschichte: Der Ortsname leitet sich von dem gleichnamigen Bach ab, der durch das Gemeindegebiet fließt. Der silberne Wellenbalken bringt dies zum Ausdruck. Karbach wird erstmals im 8. Jahrhundert urkundlich erwähnt im Zusammenhang mit einer Schenkung an das Kloster Fulda. Um 812 kam Karbach an das Kloster Neustadt am Main. Bis zum Ende des Alten Reichs 1803 währte die Verbindung zwischen dem Ort und dem Kloster, welches das Präsentationsrecht über die Pfarrei im Ort ausübte. Daran erinnern das klösterliche Wahrzeichen, der unziale Großbuchstabe N, der mit einem Kreuzchen bekrönt ist, sowie die Farben Gold und Blau aus dem klösterlichen Wappen. Die Gabelweihe weist auf den in den Gemeindefluren heimischen Greifvogel hin, zugleich auf die überregional bekannten Flugmodellveranstaltungen auf den Karbacher Höhen. Dieses Wappen wird seit 1973 geführt. |

## Kultur und Sehenswürdigkeiten

### Jüdischer Friedhof
Seit 1983 erinnert ein Gedenkstein auf dem jüdischen Friedhof an die Verfolgung und Ermordung der jüdischen Einwohner von Karbach, Homburg und Marktheidenfeld, die in der Zeit der NS-Gewaltherrschaft Opfer der Shoa wurden.

## Wirtschaft und Infrastruktur

### Wirtschaft einschließlich Land- und Forstwirtschaft
Die Gemeindesteuereinnahmen betrugen im Jahr 2021 umgerechnet 1.559.000 Euro, davon waren umgerechnet 448.000 Euro (netto) Gewerbesteuereinnahmen.
Im Jahre 2021 gab es nach der amtlichen Statistik im Bereich Handel und Verkehr 50 sozialversicherungspflichtig Beschäftigte am Arbeitsort. In sonstigen Wirtschaftsbereichen waren am Arbeitsort 77 Personen sozialversicherungspflichtig beschäftigt. Sozialversicherungspflichtig Beschäftigte am Wohnort gab es insgesamt 663. Im verarbeitenden Gewerbe gab es zwei, im Bauhauptgewerbe zwei Betriebe. Zudem bestanden im Jahr 2020 13 landwirtschaftliche Betriebe mit einer landwirtschaftlich genutzten Fläche von 1451 ha, davon waren 1286 ha Ackerfläche und 165 ha Dauergrünfläche.

### Bildung
2022 gab es folgende Einrichtungen:
- 1 Kindergarten: 85 Kindergartenplätze mit 84 Kindern
- 1 Volksschule: sieben Lehrer und 112 Schüler

## Söhne und Töchter der Marktgemeinde
- Nikolaus Fabri von Carbach (um 1485–um 1534), humanistischer Historiker
- Karl Bayer (1925–1995), Forstmeister, Politiker und Landrat